# 레이크 하우스
《레이크 하우스》(영어: The Lake House)는 2006년 개봉한 미국의 로맨틱 판타지 드라마 영화이다. 2000년 대한민국 영화 《시월애》의 리메이크 작품이다.

## 출연진
- 키아누 리브스
- 샌드라 불럭
- 크리스토퍼 플러머
- 에번 모스배크랙
- 쇼레 아그다슐루
- 딜런 월시
- 빌레커 판아멜로이
- 린 콜린스

## 기타 제작진
- 공동 제작: 서니 말리
- 배역: 데니즈 채미언, 클레어 사이먼
- 미술: 네이선 크롤리